# Rembrandt Júnior
Rembrandt Pereira da Silva (Caruaru, 14 de agosto de 1972), mais conhecido como Rembrandt Júnior, é um jornalista e comentarista esportivo brasileiro.

## Biografia
Nascido em Caruaru no dia 14 de agosto de 1972 e mudou-se para Vitória de Santo Antão na década de 90, mudou-se para o Recife em 1990, quando começou a cursar Educação Física na Universidade de Pernambuco (antiga FESP) e trabalhar no Rádio Clube de Pernambuco. Trabalhou em diversas emissoras pernambucanas como Cidade FM, Transamérica e Rádio Olinda. Em 1990, iniciou seus trabalhos na TV Pernambuco. Nos seus anos na Rede Globo, Rembrandt Jr. é conhecido pela cobertura de eventos como a Copa do Mundo, Jogos Olímpicos, entre outros campeonatos mais regionais. Inclusive, é o narrador dos times pernambucanos, mas já trabalhou no Campeonato Carioca e transmissões do SporTV e do Premiere.
Rembrandt Júnior é bem conhecido pelos pernambucanos pela apresentação do Globo Esporte e Lance Final, programas da TV Globo Pernambuco.
Em 2018, narrou dois jogos da Copa do Mundo de 2018 e na Copa do Mundo de 2022 foi escalado para o Catar para narrar o jogo entre Senegal e Catar com placar de 3 a 1 para o Senegal. Também foi destaque da Copa do Mundo FIFA de 2014 no Brasil.
Em abril de 2023, Rembrandt se mudou para o Rio de Janeiro para narrar jogos nos canais Sportv e Premiere, deixando assim a Globo Pernambuco após 23 anos. Sendo substituído por Dênis Medeiros.
Em agosto de 2023, Rembrandt anunciou seu desligamento do Grupo Globo, após 23 anos. Ele usou suas redes sociais para publicar uma carta de agradecimento.
Durante os Jogos Olímpicos de 2024, Rembrandt assinou um contrato de pontualidade com o Grupo Globo para a cobertura do evento. Um ano após a saída o narrador volta a emissora para este evento específico.

## Educação
É Formado em jornalismo pela Universidade Católica de Pernambuco, começou como radialista e foi contratado no ano 2000 pelo Grupo Globo.

## Prêmios e Honrarias
- Título de Cidadão Pernambucano (2014)[12][13] [14]
- Prêmio Imprensa pela TV Globo Pernambuco (2014)[15]